# 龙兴寺 (沅陵)
龙兴寺，又称龙兴讲寺，坐落在中国湖南省怀化市沅陵县虎溪山的南麓，是一座保留有宋代至清代建筑风格的佛寺建筑，是湖南省境内现存最古老的木构建筑群。:137:281

## 历史
始建于唐贞观二年（628年），唐太宗李世民“敕建”，用以感化西南蛮夷，由大臣尉迟敬德监修。:40–41:136–137:160:281:12
后历朝历代修葺。
明代正德五年（1510年），宦官刘瑾遭到处决，王守仁得以平反。:40–41:136–137次年，王守仁离开贵州龙场驿赴任庐陵县令（今江西省吉安市），途径辰州府所在地沅陵，在寺外的凭虚楼居住，以自己孩提时的名字“王云”题匾“松云轩”，曾在寺内讲授《致良知》一个月，并在寺内留下提壁诗一首：:40–41
|  | 杖藜一过虎溪头，何处僧房问慧休。 云起峰间沉阁影，林疏地低见江流。 烟花日暖犹含雨，鸥鹭春闲自满州。 好景同游不同赏，诗篇还为故人留。 |

景泰三年（1452年）、嘉靖四十年（1561年）、万历二十三年（1595年）、康熙二十六年（1687年）、乾隆十五年（1750年）、乾隆二十三年（1758年）先后修复寺院。道光二十九年（1849年）修葺了大雄宝殿、山门、走廊。咸丰元年（1851年）修葺了旃檀阁和弥陀殿。同治十一年（1872年），二山门修葺，新建东西厢房。光绪元年（1875年）修葺了旃檀阁、弥陀殿、观音阁。民国时期，寺院内长期驻兵，寺院破败。
1959年，湖南省人民政府将其列入湖南省文物保护单位。1978年之后，地方政府前后修复了大雄宝殿、旃檀阁、弥陀殿、观音阁。1996年，中华人民共和国国务院将其列入全国重点文物保护单位。

## 建筑
龙兴讲寺现存有山门、天王殿、大雄宝殿、弥陀殿、观音阁等10余处建筑。
现存唐太宗李世民的诏书石刻《敕建龙兴讲寺》。

### 天王殿
天王殿是清代建筑物，光绪年间重修，面阔5间，进深3间，重檐歇山顶。原供有四大天王像，“文化大革命”期间遭到红卫兵砸毁。

### 大雄宝殿
大雄宝殿是其主要建筑物，是元末明初建筑物。:160:281:12大雄宝殿高近20米，面积362平方米，由24根楠木支撑。:160:281:12面阔5间、进深3间，南北朝向。:160:281:12大雄宝殿的匾额《眼前佛国》是明朝书法家董其昌的作品。:160:281:12

### 观音阁
观音阁在龙兴寺的后部，中轴线上，重檐歇山顶，黑瓦片，墙体是白灰色，屋檐四个角上翘，面对沅江，可以登阁览胜。:137